# Eiji Yoshikawa
Eiji Yoshikawa (吉川 英治), född Hidetsugu Yoshikawa 11 augusti 1892, död 7 september 1962, var en japansk författare av historiska romaner. Han var främst influerad av klassiker som Heike monogatari, Berättelsen om Genji, Berättelser från träskmarkerna och Sagan om de tre kungarikena. Han tilldelades Kulturorden (högsta utmärkelsen för författare i Japan) 1960, Heliga skattens orden och Mainichis konstutmärkelse precis innan han avled i cancer 1962. Han anses vara en av de största historiska romanförfattarna i Japan.
Yoshikawas första två romaner om Miyamoto Musashi har översatts till svenska. Böckerna gavs ut i Sverige 1990 med titlarna Musashi samurajen. Bok 1, En hjältes väg och Musashi samurajen. Bok 2, Svärdets konst. Totalt skrev han sju böcker om Musashi.